# Sinagoga B'nai Jeshurun
La Sinagoga B'nai Jeshurun (en inglés: Congregation B'nai Jeshurun Synagogue and Community House) es una sinagoga histórica ubicada en Nueva York, Nueva York. La Sinagoga B'nai Jeshurun se encuentra inscrita  en el Registro Nacional de Lugares Históricos desde el 2 de junio de 1989. 

## Ubicación
La Sinagoga B'nai Jeshurun se encuentra dentro del condado de Nueva York en las coordenadas 40°47′24″N 73°58′35″O / 40.79, -73.976389.